# Kunungua
Kunungua is een geslacht van wantsen uit de familie van de Miridae (Blindwantsen). Het geslacht werd voor het eerst wetenschappelijk beschreven door Carvalho in 1905.

## Soorten
Het genus bevat de volgende soorten:

- Kunungua boxi Carvalho, 1951
- Kunungua cinnamomea Carvalho, 1951
- Kunungua pallida Linnavuori, 1975
- Kunungua ukerewensis Odhiambo, 1962